# 1.Fußball-Club Schweinfurt 05 1975-1976
Questa voce raccoglie le informazioni riguardanti il 1.Fußball-Club Schweinfurt 05 nelle competizioni ufficiali della stagione 1975-1976.

## Stagione
Nella stagione 1975-1976 il Schweinfurt, allenato da Peter Velhorn e Gunther Baumann, concluse il campionato di 2. Bundesliga al 18º posto. In Coppa di Germania il Schweinfurt fu eliminato al primo turno dal TeBe Berlino.

## Rosa
| N. |                     | Ruolo | Calciatore         |
| -- | ------------------- | ----- | ------------------ |
|    | Germania (bandiera) | P     | Dietmar Diekmann   |
|    | Germania (bandiera) | P     | Wolfgang Dramsch   |
|    | Germania (bandiera) | D     | Hans-Jürgen Ammon  |
|    | Germania (bandiera) | D     | Paul Steinhäuser   |
|    | Germania (bandiera) | D     | Dieter Stosberg    |
|    | Germania (bandiera) | D     | Wolfram Thaumüller |
|    | Germania (bandiera) | C     | Harald Aumeier     |
|    | Germania (bandiera) | C     | Rainer Boden       |
|    | Germania (bandiera) | C     | Gert Brunnhuber    |
|    | Germania (bandiera) | C     | Hans-Peter Gerhard |
|    | Serbia (bandiera)   | C     | Rade Kalinic       |

| N. |                     | Ruolo | Calciatore       |
| -- | ------------------- | ----- | ---------------- |
|    | Germania (bandiera) | C     | Dieter Pöhnl     |
|    | Germania (bandiera) | C     | Horst Raubold    |
|    | Germania (bandiera) | C     | Willi Rodekurth  |
|    | Germania (bandiera) | C     | Rudolf Schneider |
|    | Germania (bandiera) | A     | Lothar Emmerich  |
|    | Germania (bandiera) | A     | Emil Morgenroth  |
|    | Germania (bandiera) | A     | Wolfgang Nöth    |
|    | Germania (bandiera) | A     | Christian Rother |
|    | Germania (bandiera) | A     | Werner Seubert   |
|    | Germania (bandiera) | A     | Rainer Skrotzki  |

## Organigramma societario
Area tecnica
- Allenatore: Gunther Baumann
- Allenatore in seconda:
- Preparatore dei portieri:
- Preparatori atletici:

## Calciomercato

### Sessione estiva
| Acquisti | Acquisti          | Acquisti       | Acquisti |
| R.       | Nome              | da             | Modalità |
| -------- | ----------------- | -------------- | -------- |
| D        | Hans-Jürgen Ammon | Greuther Fürth |          |
| A        | Wolfgang Nöth     | Darmstadt      |          |

| Cessioni | Cessioni       | Cessioni           | Cessioni |
| R.       | Nome           | a                  | Modalità |
| -------- | -------------- | ------------------ | -------- |
| D        | Rolf Lamprecht | Eintracht Bamberga |          |

### Sessione invernale
| Acquisti | Acquisti | Acquisti | Acquisti |
| R.       | Nome     | da       | Modalità |
| -------- | -------- | -------- | -------- |

| Cessioni | Cessioni | Cessioni | Cessioni |
| R.       | Nome     | a        | Modalità |
| -------- | -------- | -------- | -------- |

## Risultati

### 2. Bundesliga

#### Girone di andata
| Schweinfurt 9 agosto 1975 1ª giornata | Schweinfurt 05 | 0 – 0 referto | Monaco 1860 | Sachs-Stadion (8 000 spett.)\| Arbitro: \| Engel \| |
| Arbitro:                              | Engel          |               |             |                                                     |

| Arbitro: | Quindeau |

|           |           |                              |
| Đurić 12’ | Marcatori | 13’ Aumeier 47’, 79’ Seubert |

| Arbitro: | Walz |

|              |           |  |
| Emmerich 19’ | Marcatori |  |

| Arbitro: | Kammann |

|                                      |           |  |
| Sichmann 37’, 74’ Größler 62’ (rig.) | Marcatori |  |

| Arbitro: | Hofmeister |

|                          |           |  |
| Emmerich 20’ Seubert 71’ | Marcatori |  |

| Arbitro: | Walesch |

|                                             |           |                   |
| Schroff 3’ Holoch 43’ Müller 62’ Renner 74’ | Marcatori | 36’, 89’ Emmerich |

| Arbitro: | Stegner |

|                                    |           |                                         |
| Seubert 14’ Emmerich 22’ Pöhnl 65’ | Marcatori | 45’ Schmitt 53’, 67’ Granitza 60’ Spohr |

| Arbitro: | Nickel |

|            |           |  |
| Diener 55’ | Marcatori |  |

| Arbitro: | Boos |

|             |           |             |
| Raubold 32’ | Marcatori | 29’ Mießmer |

| Arbitro: | Steigele |

|                                                           |           |                        |
| Künkel 21’, 36’, 66’ (rig.), 70’, 72’ (rig.) Bechtold 38’ | Marcatori | 7’ Rother 81’ Skrotzki |

| Arbitro: | Dölfel |

|                        |           |  |
| Werner 31’ Feulner 57’ | Marcatori |  |

| Arbitro: | Wohlfarth |

|  |           |                    |
|  | Marcatori | 87’ (rig.) Eippert |

| Arbitro: | Hontheim |

|             |           |             |
| Scherpp 39’ | Marcatori | 51’ Aumeier |

| Arbitro: | Hellwig |

|  |           |                       |
|  | Marcatori | 47’ Nüssing 65’ Sturz |

| Arbitro: | Scheffner |

|                 |           |  |
| Weller 37’, 86’ | Marcatori |  |

| Arbitro: | Greiner |

|                                      |           |                        |
| Aumeier 54’ Seubert 69’ Emmerich 87’ | Marcatori | 77’ Schmidt 81’ Magath |

| Arbitro: | Engel |

|                                                    |           |                                    |
| Kohlenbrenner 15’ Erhart 29’, 43’, 46’ Nielsen 89’ | Marcatori | 32’, 39’, 55’ Emmerich 68’ Seubert |

| Arbitro: | Riegg |

|                          |           |  |
| Emmerich 70’ Aumeier 80’ | Marcatori |  |

| Arbitro: | Leist |

|                     |           |             |
| Engel 37’ Klein 81’ | Marcatori | 62’ Aumeier |

#### Girone di ritorno
| Arbitro: | Nützel |

|                                            |           |              |
| Keller 34’ Metzger 58’ Bierofka 82’ (rig.) | Marcatori | 41’ Emmerich |

| Arbitro: | Nickel |

|                                      |           |                                         |
| Aumeier 14’ Emmerich 34’ (rig.), 87’ | Marcatori | 51’, 83’ Obermeier 66’ (aut.) Rodekurth |

| Arbitro: | Kuhn |

|                      |           |               |
| Köstler 38’ Bopp 54’ | Marcatori | 10’ Rodekurth |

| Arbitro: | Frickel |

|                                  |           |                           |
| Emmerich 18’ (rig.) Skrotzki 85’ | Marcatori | 19’ Heidenreich 48’ Brand |

| Arbitro: | Greiner |

|                            |           |  |
| Unger 57’, 76’ Hofmann 61’ | Marcatori |  |

| Arbitro: | Wohlfarth |

|                          |           |              |
| Aumeier 24’ Emmerich 37’ | Marcatori | 75’ Hoffmann |

| Arbitro: | Niebergall |

|                                 |           |  |
| Theobald 56’ Spohr 62’ Latz 87’ | Marcatori |  |

| Arbitro: | Stegner |

|              |           |                              |
| Emmerich 61’ | Marcatori | 18’ Koch 45’ Lenz 64’ Diener |

| Arbitro: | Dreher |

|                                        |           |              |
| Mießmer 73’ Harm 80’ Sebert 83’ (rig.) | Marcatori | 89’ Emmerich |

| Arbitro: | Kettenbach |

|                       |           |            |
| Aumeier 40’ Ammon 70’ | Marcatori | 35’ Wagner |

| Arbitro: | Quindeau |

|                |           |                      |
| Thaumüller 40’ | Marcatori | 3’ Blümig 15’ Werner |

| Arbitro: | Föckler |

|  |           |                        |
|  | Marcatori | 83’ Pöhnl 84’ Emmerich |

| Arbitro: | Eichhorn |

|                               |           |                     |
| Emmerich 55’ (rig.) Ammon 88’ | Marcatori | 20’ Holste 77’ Volp |

| Arbitro: | Röder |

|           |           |  |
| Sturz 81’ | Marcatori |  |

| Arbitro: | Kettenbach |

|                       |           |                            |
| Raubold 23’ Ammon 89’ | Marcatori | 35’, 47’ Ohlicher 87’ Wörn |

| Saarbrücken 23 maggio 1976 35ª giornata | Saarbrücken | 0 – 0 referto | Schweinfurt 05 | Ludwigsparkstadion (10 000 spett.)\| Arbitro: \| Binninger \| |
| Arbitro:                                | Binninger   |               |                |                                                               |

| Arbitro: | Joos |

|                     |           |                        |
| Nöth 1’ Emmerich 9’ | Marcatori | 62’ Müller 71’ Beichle |

| Arbitro: | Aldinger |

|          |           |  |
| Ruhs 14’ | Marcatori |  |

| Arbitro: | Walesch |

|                            |           |  |
| Emmerich 10’ Nöth 33’, 71’ | Marcatori |  |

### Coppa di Germania
| Arbitro: | Ohmsen |

|                    |           |  |
| Sackewitz 21’, 38’ | Marcatori |  |

## Statistiche

### Statistiche di squadra
| Competizione      | Punti | In casa | In casa | In casa | In casa | In casa | In casa | In trasferta | In trasferta | In trasferta | In trasferta | In trasferta | In trasferta | Totale | Totale | Totale | Totale | Totale | Totale | DR  |
| Competizione      | Punti | G       | V       | N       | P       | Gf      | Gs      | G            | V            | N            | P            | Gf           | Gs           | G      | V      | N      | P      | Gf     | Gs     | DR  |
| ----------------- | ----- | ------- | ------- | ------- | ------- | ------- | ------- | ------------ | ------------ | ------------ | ------------ | ------------ | ------------ | ------ | ------ | ------ | ------ | ------ | ------ | --- |
| 2. Bundesliga     | 26    | 19      | 7       | 6       | 6       | 32      | 29      | 19           | 2            | 2            | 15           | 18           | 43           | 38     | 9      | 8      | 21     | 50     | 72     | -22 |
| Coppa di Germania | -     | 0       | 0       | 0       | 0       | 0       | 0       | 1            | 0            | 0            | 1            | 0            | 2            | 1      | 0      | 0      | 1      | 0      | 2      | -2  |
| Totale            | 26    | 19      | 7       | 6       | 6       | 32      | 29      | 20           | 2            | 2            | 16           | 18           | 45           | 39     | 9      | 8      | 22     | 50     | 74     | -24 |

### Andamento in campionato
| Giornata  | 1  | 2 | 3 | 4  | 5 | 6 | 7  | 8  | 9  | 10 | 11 | 12 | 13 | 14 | 15 | 16 | 17 | 18 | 19 | 20 | 21 | 22 | 23 | 24 | 25 | 26 | 27 | 28 | 29 | 30 | 31 | 32 | 33 | 34 | 35 | 36 | 37 | 38 |
| --------- | -- | - | - | -- | - | - | -- | -- | -- | -- | -- | -- | -- | -- | -- | -- | -- | -- | -- | -- | -- | -- | -- | -- | -- | -- | -- | -- | -- | -- | -- | -- | -- | -- | -- | -- | -- | -- |
| Luogo     | C  | T | C | T  | C | T | C  | T  | C  | T  | T  | C  | T  | C  | T  | C  | T  | C  | T  | T  | C  | T  | C  | T  | C  | T  | C  | T  | C  | C  | T  | C  | T  | C  | T  | C  | T  | C  |
| Risultato | N  | V | V | P  | V | P | P  | P  | N  | P  | P  | P  | N  | P  | P  | V  | P  | V  | P  | P  | N  | P  | N  | P  | V  | P  | P  | P  | V  | P  | V  | N  | P  | P  | N  | N  | P  | V  |
| Posizione | 12 | 7 | 4 | 10 | 8 | 9 | 13 | 13 | 14 | 17 | 17 | 17 | 18 | 18 | 18 | 17 | 18 | 17 | 18 | 18 | 18 | 18 | 19 | 19 | 18 | 18 | 18 | 18 | 18 | 18 | 18 | 17 | 18 | 18 | 18 | 18 | 18 | 18 |

Legenda:

Luogo: C = Casa; T = Trasferta. Risultato: V = Vittoria; N = Pareggio; P = Sconfitta.

### Statistiche dei giocatori
| Giocatore      | 2. Bundesliga | 2. Bundesliga | 2. Bundesliga | 2. Bundesliga | Coppa di Germania | Coppa di Germania | Coppa di Germania | Coppa di Germania | Totale   | Totale | Totale      | Totale     |
| Giocatore      | Presenze      | Reti          | Ammonizioni   | Espulsioni    | Presenze          | Reti              | Ammonizioni       | Espulsioni        | Presenze | Reti   | Ammonizioni | Espulsioni |
| -------------- | ------------- | ------------- | ------------- | ------------- | ----------------- | ----------------- | ----------------- | ----------------- | -------- | ------ | ----------- | ---------- |
| H. Ammon       | 26            | 3             | 4             | 1             | 1                 | 0                 | 0                 | 0                 | 27       | 3      | 4           | 1          |
| H. Aumeier     | 36            | 8             | 6             | 0             | 1                 | 0                 | 0                 | 0                 | 37       | 8      | 6           | 0          |
| R. Boden       | 16            | 0             | 0             | 0             | 1                 | 0                 | 0                 | 0                 | 17       | 0      | 0           | 0          |
| G. Brunnhuber  | 30            | 0             | 0             | 0             | 1                 | 0                 | 0                 | 0                 | 31       | 0      | 0           | 0          |
| D. Diekmann    | 9             | 0             | 0             | 0             | 1                 | 0                 | 0                 | 0                 | 10       | 0      | 0           | 0          |
| W. Dramsch     | 29            | 0             | 1             | 0             | 1                 | 0                 | 0                 | 0                 | 30       | 0      | 1           | 0          |
| L. Emmerich    | 34            | 21            | 7             | 1             | 1                 | 0                 | 1                 | 0                 | 35       | 21     | 8           | 1          |
| H. Gerhard     | 25            | 0             | 0             | 0             | 1                 | 0                 | 0                 | 0                 | 26       | 0      | 0           | 0          |
| R. Kalinic     | 3             | 0             | 0             | 0             | 0                 | 0                 | 0                 | 0                 | 3        | 0      | 0           | 0          |
| E. Morgenroth  | 6             | 0             | 0             | 0             | 0                 | 0                 | 0                 | 0                 | 6        | 0      | 0           | 0          |
| W. Nöth        | 25            | 3             | 3             | 0             | 0                 | 0                 | 0                 | 0                 | 25       | 3      | 3           | 0          |
| D. Pöhnl       | 21            | 2             | 1             | 0             | 0                 | 0                 | 0                 | 0                 | 21       | 2      | 1           | 0          |
| H. Raubold     | 38            | 2             | 2             | 0             | 1                 | 0                 | 0                 | 0                 | 39       | 2      | 2           | 0          |
| W. Rodekurth   | 21            | 1             | 0             | 1             | 1                 | 0                 | 0                 | 0                 | 22       | 1      | 0           | 1          |
| C. Rother      | 25            | 1             | 0             | 0             | 1                 | 0                 | 0                 | 0                 | 26       | 1      | 0           | 0          |
| R. Schneider   | 1             | 0             | 0             | 0             | 0                 | 0                 | 0                 | 0                 | 1        | 0      | 0           | 0          |
| W. Seubert     | 28            | 6             | 0             | 0             | 1                 | 0                 | 0                 | 0                 | 29       | 6      | 0           | 0          |
| R. Skrotzki    | 27            | 2             | 1             | 0             | 0                 | 0                 | 0                 | 0                 | 27       | 2      | 1           | 0          |
| P. Steinhäuser | 1             | 0             | 0             | 0             | 0                 | 0                 | 0                 | 0                 | 1        | 0      | 0           | 0          |
| D. Stosberg    | 28            | 0             | 6             | 0             | 0                 | 0                 | 0                 | 0                 | 28       | 0      | 6           | 0          |
| W. Thaumüller  | 38            | 1             | 4             | 0             | 1                 | 0                 | 0                 | 0                 | 39       | 1      | 4           | 0          |